# 퀸 셰퍼드
퀸 셰퍼드(Quinn Shephard, 1995년 2월 28일 ~ )는 미국의 배우, 영화 각본가, 영화 제작자, 영화 감독, 영화 편집자이다. CBS 텔레비전 시리즈 《호스티지스》의 모건 샌더스 역, 코미디 영화 《성탄절 전야의 공항 대소동》의 도나 멀론 역으로 이름을 알렸다.

## 작품 목록

### 연출
- 블레임 (2017)
- 낫 오케이 (2022)

### 출연
- 성탄절 전야의 공항 대소동 (2006) - 도나 말론 역
- 미드나잇 선 (2018) - 모건 역
- 카메론 포스트의 잘못된 교육 (2018) - 콜리 테일러 역